# Gretna balenge
Gretna balenge är en fjärilsart som beskrevs av Holland 1891. Gretna balenge ingår i släktet Gretna och familjen tjockhuvuden. Inga underarter finns listade i Catalogue of Life.